# Makoto Atsuta
Makoto Atsuta (jap. 熱田 眞 Atsuta Makoto; ur. 16 września 1967) – japoński piłkarz występujący na pozycji pomocnika.

## Kariera klubowa
Od 1999 do 2004 roku występował w klubach Kyoto Purple Sanga i Albirex Niigata.